# Liste der Monuments historiques in Agencourt
Die Liste der Monuments historiques in Agencourt führt die Monuments historiques in der französischen Gemeinde Agencourt auf.

## Liste der Immobilien
| Bezeichnung                       | Beschreibung                                  | Standort               | Kennzeichnung | Schutzstatus | Datum | Bild           |
| --------------------------------- | --------------------------------------------- | ---------------------- | ------------- | ------------ | ----- | -------------- |
| Château d’Agencourt               | Wasserburg, erste Hälfte des 17. Jahrhunderts | 4 Rue du Lavoir (Lage) | PA00112756    | Inscrit      | 1991  |                |
| Kirche Notre-Dame de l’Assomption | ab dem 12. Jahrhundert                        | Rue du Village (Lage)  | PA00112050    | Classé       | 1922  | weitere Bilder |